# Molí del Guasc
El Molí del Guasc és una obra de Riudecanyes (Baix Camp) inclosa a l'Inventari del Patrimoni Arquitectònic de Catalunya.

## Descripció
Situat als voltants de l'anomenat Camí dels Molins de Riudecanyes, es tracta d'un molí fariner del qual es té notícia des del segle xiv.
Actualment es troba parcialment enderrocat. Se’n conserven algunes parts dels murs, alçats amb pedra escairada i morter. També l'obertura semicircular que permetia l'entrada d'aigua de la bassa, bastida amb arc de pedra treballada disposada a sardinell.